# St. Wolfgang (Kümmersbruck)

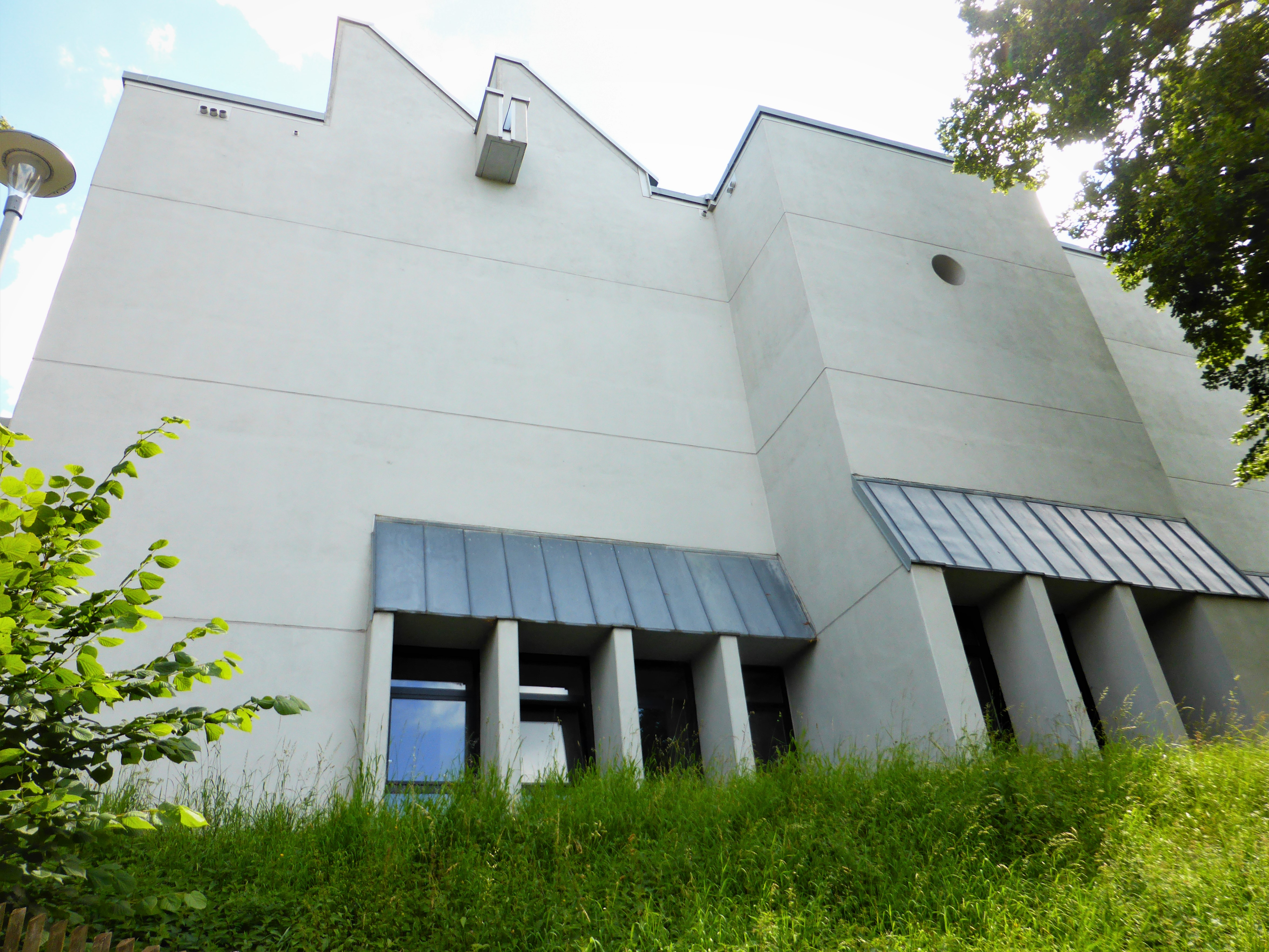
Kirche und Gemeindezentrum St. Wolfgang in Kümmersbruck

Die römisch-katholische Kirche St. Wolfgang ist ein aus Beton errichteter Erweiterungsbau der Pfarrkirche St. Antonius (Kümmersbruck) und zugleich das Gemeindezentrum der Pfarrei Kümmersbruck. Die Patrozinium des St. Wolfgang wird am 31. Oktober gefeiert.

## Geschichte
Anfang der 1970er Jahre reichte die bestehende Antoniuskirche mit 250 Sitzplätzen für ein geregeltes liturgisches Leben in der Pfarrei nicht mehr aus. Die Pfarrei Kümmersbruck plante deshalb einen Kirchenneubau direkt im Anschluss an die alte Kirche. In seinem Untergeschoß enthält er ein Pfarrzentrum mit Räumen für die außerkirchliche Seelsorge. Am 15. Oktober 1974 wurde der Bau von der Kirchenverwaltung und dem Pfarrgemeinderat beschlossen. Die Pläne wurden von Architekt Franz Xaver Gärtner aus Neumarkt erstellt. Die Grundsteinlegung fand am 15. August 1976 statt. Am 2. Juli 1977 wurde der Neubau samt Orgel und Glocken von Weihbischof Karl Flügel geweiht.

## Ausstattung
Bemerkenswert sind in dem halbrunden Innenraum des Neubaus die großen, farbigen Glasfenster sowie die ornamentalen Ausstattungen an den Wänden.

## Orgel
Die Orgel wurde 1977 von der Orgelbaufirma Georg Jann aus Regensburg angefertigt. Sie hat 16 Register, verteilt auf zwei Manuale und Pedal. Eine weitere Klaviatur ist als Koppelmanual ausgeführt. Sie besitzt Schleifladen und eine rein mechanische Register- und Tontraktur.